# Merestein
Mere(n)stein was een kasteel in de Nederlandse plaats Heemskerk, provincie Noord-Holland. Van het kasteel zijn alleen ondergronds restanten bewaard gebleven.

## Geschiedenis
De families Van Haarlem en Van Egmond bezaten in de13e eeuw veel grond in Heemskerk. In 1248 droeg graaf Willem II ook de curtis Hofland, gelegen tussen Heemskerk en Wijk aan Duin, over aan Simon van Haarlem en Wouter van Egmond. Twee jaar later kreeg Wouter een stuk grond in leen van Simon waar later kasteel Merestein op zou verrijzen.

### Bouw van het kasteel
Wouters tweede zoon Floris erfde het goed Merestein en zou stamvader worden van de familietak Van Egmond van Merestein. Floris' kleinzoon Jan werd de eerste die zich naar zijn bezit noemde: in 1330 werd hij vermeld als Jan van Egmond van Merestein. Mogelijk was het deze Jan die kasteel Merestein liet bouwen, alhoewel ook een bouwperiode in 1248-1251 waarschijnlijk is. In dat laatste geval zou het bouwen van het kasteel onderdeel zijn geweest van het beleid van graaf Willem II om de noord-zuidroute van Alkmaar naar Den Haag te controleren met de bouw van versterkingen.

### Tegenwerking van Jacoba van Beieren
In 1429 kreeg Albrecht van Egmond van Merestein een probleem toen gravin Jacoba van Beieren hem moest belenen met Merestein. Zij had hier geen trek in en zocht naar argumenten om de belening te voorkomen. Albrecht had echter de originele akte uit 1250 in bezit, bezegeld door Simon van Haarlem, dus Jacoba had weinig keus en beleende hem alsnog met Merestein. 
Toen de grafelijke Raad de akte nogmaals wilde bekijken, liet Jan van Neck de brief al dan niet opzettelijk vallen en het zegel van Simon van Haarlem ging hierbij kapot. Dit zou de akte waardeloos maken. De Raad besloot echter dat de akte gewoon geldig bleef en voegde daaraan toe dat de nieuwe belening van 1429 voldoende was als onderbouwing voor alle volgende beleningen. 

### Kaas-en-Broodvolk
In 1469 werd een volgende Albrecht van Egmond van Merestein beleend met Merestein. Hij heeft het kasteel waarschijnlijk niet als vaste woonplek gebruikt, want hij verbleef regelmatig in IJsselstein.  
Tijdens de Opstand van het Kaas-en-Broodvolk in 1492 bezette hertog Albrecht van Saksen het kasteel Merestein. De inmiddels 77-jarige eigenaar Albrecht van Egmond werd gevangengenomen en tegen losgeld weer vrijgelaten. Hij overleed in 1507.  

### Tachtigjarige Oorlog
Na het overlijden van Jan van Egmond van Merestein in 1546 bleven zijn vrouw Amelia van Grombach en hun drie kinderen Frederik (1543-1615), Albrecht (†1596) en Anna achter. Amelia hertrouwde met jonkheer Raes van Vernou, die nu voogd werd voor de nog minderjarige kinderen. Officieel werd Frederik in 1547 met de goederen van zijn vader Jan beleend, maar pas in 1565 kon hij als meerderjarige zelf de leeneed afleggen.
Inmiddels liepen de spanningen in de Nederlanden op en in 1568 zou de Tachtigjarige Oorlog uitbreken. Albrecht had zich in 1566 aangesloten bij het Eedverbond der Edelen, dat probeerde een eind te maken aan de harde geloofsvervolging door de Habsburgers. Bij het beleg van Haarlem in 1572 werd Albrecht gevangen genomen door de Spanjaarden en hij zou worden terechtgesteld, maar wist te ontsnappen. Hij diende in het Staatse leger en werd in de jaren 1584-1586 baljuw en schout van Den Haag.
Albrechts oudere broer Frederik had zich ook bij het Eedverbond aangesloten en werd in 1567 door de pastoor van Heemskerk aangegeven bij de autoriteiten, omdat Frederik te veel was afgedwaald van het katholieke geloof. Koning Filips II liet Frederik in 1568 onteigenen. Het kasteel Merestein is vermoedelijk in 1573 verwoest. In 1615 kwam Frederik te overlijden en zijn zoon Jan sneuvelde reeds in 1599, zonder kinderen achter te laten, waardoor de familie Van Egmond van Merestein uitstierf.

### Herstel

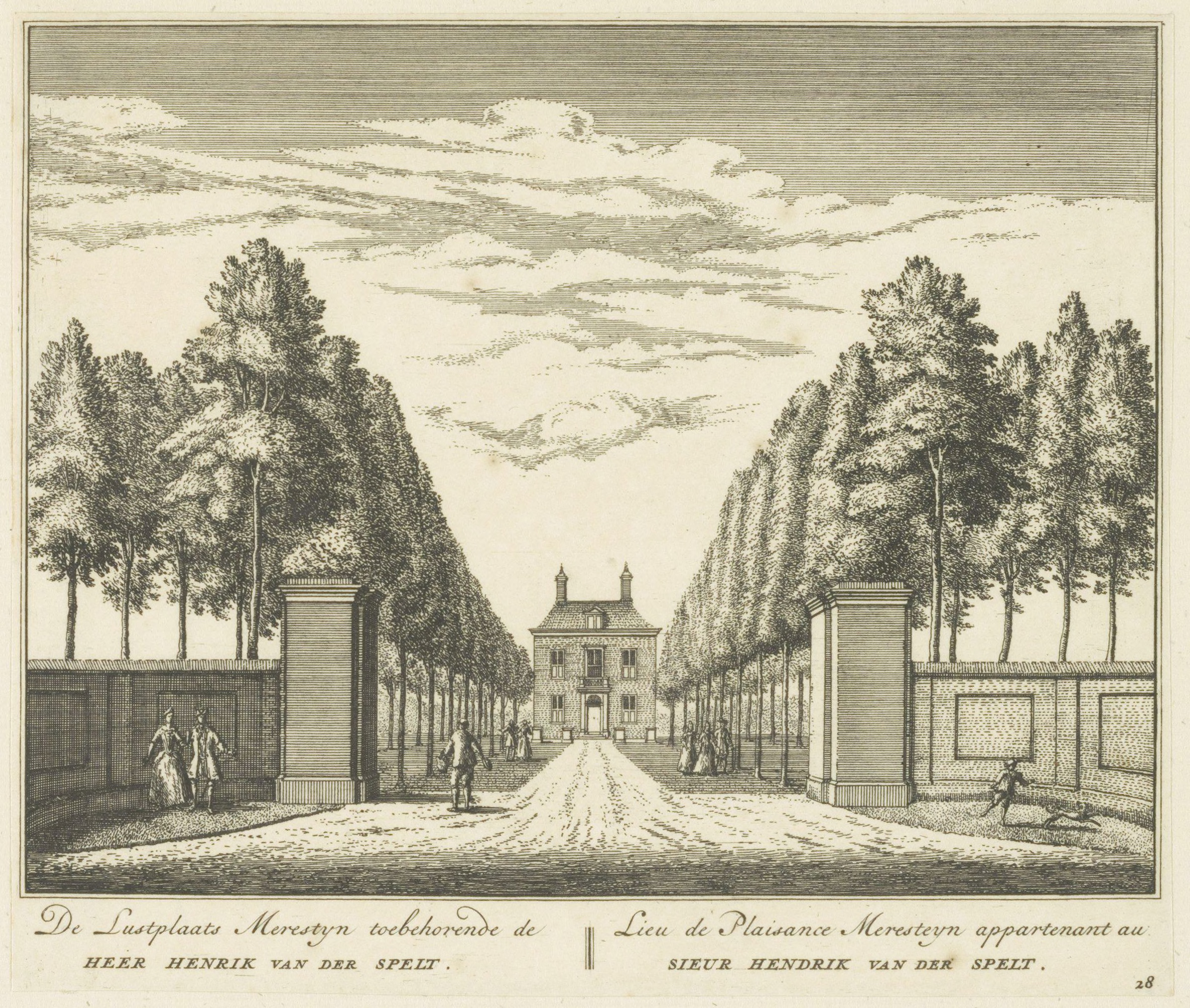
Merestein in 1728, getekend door Abraham Rademaker

De bezittingen vererfden naar Hugo Ruijsch, Raad in het Hof van Utrecht. Hij was de weduwnaar van Lucretia, een zus van de in 1599 overleden Jan van Egmond van Merestein. Lucretia was reeds in 1596 overleden.
Het kasteel Merestein was na de verwoesting in 1573 wel weer hersteld, maar het kasteel kwam bij de telling in 1604 ten behoeve van het haardstedengeld niet verder dan slechts twee bruikbare schoorstenen. In 1606 was er nog een derde schoorsteen bijgekomen, hetgeen zal wijzen op verdere verbeteringen aan het kasteel. Hugo overleed in 1615 en liet alles na aan zoon Pieter. Deze verkocht in 1645 het kasteel aan Jeronimus Coijmans (1598-1658). Via diens dochter kwam Merestein in 1664 bij zijn kleinzoon Nicolaes Schier de Vermandois, die in 1645 op het kasteel was geboren.

### Nieuwbouw
In 1690 verkocht Anna Christina Pauw van Bennebroek (1649-1719), weduwe van Nicolaes Schier de Vermandois, het kasteel aan Jacob Boreel (1630-1697). Hij liet het kasteel afbreken en vervangen door een buitenplaats met een nieuw herenhuis.     

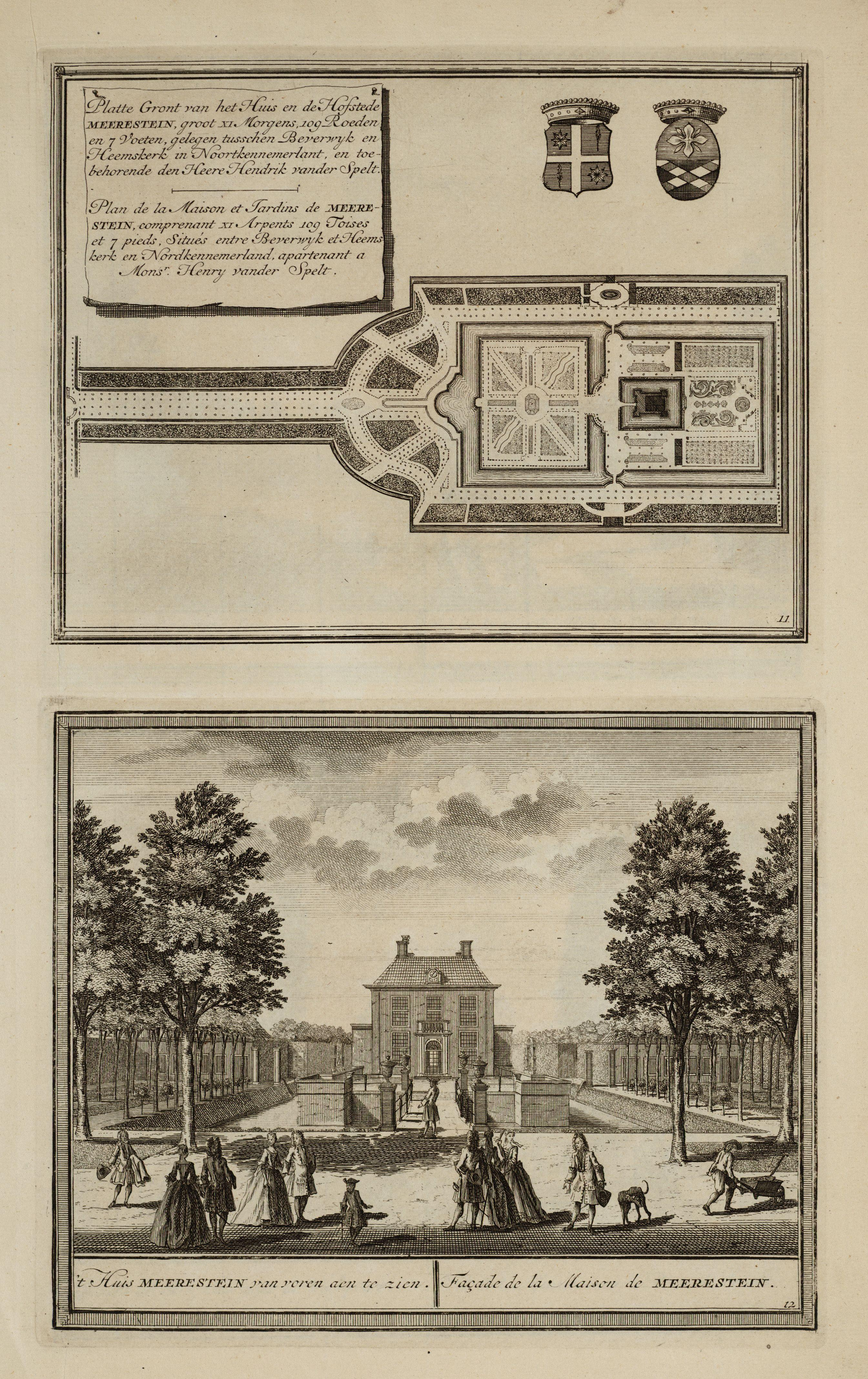
Plattegrond en afbeelding van Merestein, door Hendrik de Leth (1731)

Joachim Rensdorp, heer van Marquette, kocht in 1704 de resterende Meresteinse gronden over die Anna Pauw nog in Wijk aan Duin bezat. Hierbij kocht hij ook de titel heer van Merestein, alhoewel dat laatste eigenlijk onmogelijk was: die titel was namelijk verbonden aan het kasteel Merestein. Om te naam Merestein toch te kunnen claimen noemde Rensdorp een van de huizen die op zijn aangekocht Meresteinse gronden stond 'oud Meresteijn'.     

### Afbraak
In 1714 kocht koopman Hendrik van der Spelt het kasteel Merestein. Hij was rijk en bezat een flink vermogen, dat na zijn dood nog verder werd vergoot door zijn weduwe Susanna Catharine Pels. Ze breidde het grondbezit van Merestein uit van 10 tot 27 morgen. In 1760 overleed zij en het huis Merestein werd nu verkocht aan speculanten, die het doorverkochten aan Cornelis Deutz van Assendelft. Deze liet zijn tante Elisabeth Jacoba Bors van Waveren op Merestein wonen, waar zij in 1771 overleed. De koopman Jan Jacob van Herzeele (1749-1813) kocht Merenstein in 1773 aan, maar hij was eigenlijk alleen geïnteresseerd in de bijbehorende gronden: die kon hij namelijk gebruiken als jachtterrein. Het huis liet hij dan ook afbreken.     
Gijsbert Karel van Hogendorp was in 1815 de eigenaar van Merestein. Het landgoed was inmiddels flink ingekrompen en was nog maar acht morgen groot. Het voormalige kasteel was een ruïne.     

### Archeologische vondsten
De naam Meerestein is overgegaan op een boerderij en woonwijk. Op het kasteelterrein zelf is in 1978-1979 een flat en winkelcentrum Europaplein gebouwd. Er heeft voorafgaand aan deze nieuwbouw geen archeologisch onderzoek plaatsgevonden, maar er zijn wel losse vondsten gedaan. In 1961 werd muurwerk aangetroffen, maar archeoloog Jaap Renaud stelde vast dat het geen kasteelresten betrof maar de resten van een 17e-eeuwse vijverconstructie die bij de latere buitenplaats hoorde. In 1988 zijn in een bouwput aan de Garonnestraat puinresten en 15e-/16e-eeuws aardewerk gevonden, duidend op de oostelijke slotgracht van het kasteel.  In 2002 werd bij het aanleggen van een kinderspeelplaats een fundament van een bijgebouw van het kasteel beschadigd.
In 2021/2022 vond archeologisch onderzoek plaats voorafgaand aan werkzaamheden op het Europaplein. Hierbij zijn restanten van de kasteelplaats gevonden, waaronder een waterput uit de 17e of 18e eeuw.

## Beschrijving
Het kasteel is bekend van diverse afbeeldingen, zoals de tekening van Roelant Roghman uit 1640. Hierop staat een omgracht kasteel, bestaande uit een vierkante woontoren en een aanbouw waarin zich de toegangspoort bevindt. Het kasteel wordt bereikt via een vaste brug.
Ook van het huis dat eind 17e eeuw het oude kasteel verving, zijn afbeeldingen beschikbaar. De nieuwbouw bestaat uit een rechthoekig gebouw van twee bouwlagen met een schilddak. In het midden van de voorgevel bevindt zich een vooruitstekende ingang met balkon. De voorgevel huis is slechts drie ramen breed, maar de zijgevels zijn langer en tellen zeven ramen. Rondom het huis ligt aan aangelegde tuin.
Adrichem · Aelbrechtsberg · Akersloot · Amstel · Amsterdam · Assendelft · Assumburg · Banjaert · Beeckestijn · Berkenrode · Boekel · Bollenhofstede · Ten Bosch · Brederode · Caprera · Ter Coulster · Cranenbroek · Dampegeest · Eenigenburch · Egmond · Heemstede · Hilversum · Ilpenstein · Jan Aernts woninge van Bennebroek · Keggenrode · Ter Kleef · Kostverloren · Kronenburg · Marquette · Merestein · Middelburg · Muiderslot · Nederhorst · Nieuwburg · Nuwendoorn · Oud Haerlem · De Park · Poelenburg · Purmersteijn · Radboud · Huis te Ramp · Reewijk/Rietwijk · Rolland · Ruysdael · Schagen · Huis te Schoten · Sparenwoude · Te Spijk · Swanenburch · Sypesteyn · Tetrode · Teylingerbosch · Torenburg · Velsen · De Vlotter · Vogelenzang · Ter Wijc · Wijdenes · Ypestein · Te Zaanen